# Jacobine Veenhoven

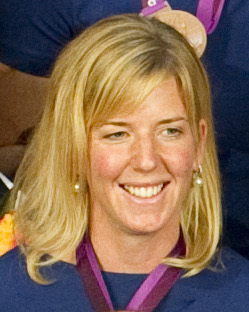
Jacobine Veenhoven

Jacobine Liduina Veenhoven (* 30. Januar 1984 in Laren) ist eine ehemalige niederländische Ruderin, die bei den Olympischen Spielen 2012 eine Bronzemedaille im Achter gewann.
Jacobine Veenhoven belegte bei den U23-Weltmeisterschaften 2005 den achten Platz mit dem Vierer ohne Steuerfrau. 2006 war sie Sechste im Zweier ohne Steuerfrau. Bei den Ruder-Weltmeisterschaften 2007 belegte Veenhoven mit dem niederländischen Achter den siebten Platz.
Ihre erste internationale Medaille gewann Veenhoven bei den Ruder-Weltmeisterschaften 2009, als sie mit dem Achter die Bronzemedaille hinter dem US-Boot und den Rumäninnen erkämpfte. 2011 in Bled belegte der niederländische Achter den fünften Platz. Bei ihrer einzigen Olympiateilnahme gewann sie mit dem niederländischen Achter in der Besetzung Jacobine Veenhoven, Nienke Kingma, Chantal Achterberg, Sytske de Groot, Roline Repelaer van Driel, Claudia Belderbos, Carline Bouw, Annemiek de Haan und Steuerfrau Anne Schellekens die Bronzemedaille bei den Olympischen Spielen 2012 hinter dem US-Achter und den Kanadierinnen.